# Villa Traful
Villa Traful är en ort i Argentina.   Den ligger i provinsen Neuquén, i den sydvästra delen av landet, 1 300 km sydväst om huvudstaden Buenos Aires. Villa Traful ligger 912 meter över havet och antalet invånare är 400. Den ligger vid sjön Lago Traful.
Terrängen runt Villa Traful är kuperad åt sydost, men åt nordväst är den bergig. Villa Traful ligger nere i en dal. Runt Villa Traful är det mycket glesbefolkat, med 3 invånare per kvadratkilometer.. 
Trakten runt Villa Traful består i huvudsak av gräsmarker.